# Sebastià Vergonyós Boix
Sebastià Vergonyós Boix   (Barcelona, 1914 - 1980) va ser pioner de la pesca submarina i de l'escafandrisme i directiu de diverses entitats d'activitats subaquàtiques.
L'any 1959 va ser president del subcomitè de pesca submarina de la Federació Espanyola de Pesca i secretari de la Confederació Mundial d'Activitats Subaquàtiques. El 1960 presidí l'Associació de Pesca Submarina (APS) i fou secretari del I Congrés Mundial d'Activitats Subaquàtiques celebrat aquell mateix any a Barcelona. Fou seleccionador de l'equip espanyol de pesca submarina que guanyà el Campionat d'Europa l'any 1956. Va ser president de la Federació Catalana d'Activitats Subaquàtiques del 1972 al 1976.